# Cichorium endivia subsp. divaricatum
Cichorium endivia subsp. divaricatum é uma subespécie de planta com flor pertencente à família Asteraceae. 
A autoridade científica da subespécie é (Schousb.) P.D.Sell, tendo sido publicada em Botanical Journal of the Linnean Society 71(4): 240. 1975 (1976).

## Portugal
Trata-se de uma subespécie presente no território português, nomeadamente em Portugal Continental e no Arquipélago da Madeira.
Em termos de naturalidade é nativa das duas regiões atrás indicadas.

## Protecção
Não se encontra protegida por legislação portuguesa ou da Comunidade Europeia.